# Roland Flatulentul
Roland Flatulentul (în engleză Roland the Farter; n. mileniul II), cunoscut în documentele contemporane ca Roland le Fartere, Roulandus le Fartere, Rollandus le Pettus sau Roland le Petour, a fost un Flatulist⁠(d) medieval din Anglia secolului al XII-lea. Regele Henric al II-lea i-a oferit moșia Hemingstone⁠(d) din Suffolk și 12 hectare de teren în schimbul serviciilor sale de bufon la curte. Ca parte a acestui aranjament, Roland trebuia să realizeze anual „saltum, siffletum, pettum” (un salt, un fluierat și o flatulență simultane) în fața curții regale de Crăciun.
Roland este menționat în Liber Feodorum⁠(d) (Book of Fees), un document englezesc din secolul al XIII-lea.

## Biografie
Nu există informații detaliate despre strămoșii sau soția lui Roland. După decesul său, moșia Hemingstone a fost moștenită de fiul său, Hubert de Afleton, care avea doi copii, Jeffrey și Agnes. În timpul domniei lui Richard I (1189–1199), Jeffrey a moștenit moșia. În 1205, aceasta era deținută de Alexander de Brompton și soția sa, Agnes, sora lui Jeffrey și nepoata lui Roland. Deși este cunoscut că Roland a prestat la curtea lui Henric al II-lea, această asociere apare doar din 1159. Prin urmare, nu se știe sigur dacă a prestat exclusiv pentru Henric al II-lea sau și pentru monarhi anteriori. Unele surse sugerează că regele Henric I ar fi fost atât de încântat de prestația lui Roland încât i-ar fi oferit o casă și 40 de hectare de teren în Suffolk.

## Serjeanty
Roland a deținut moșia și terenurile printr-un tip de vasalitate numit Serjeanty⁠(d), conform căruia el trebuia să efectueze „un salt, un fluierat și o flatulență” în fața regelui, în fiecare an, de Crăciun.
„Titlul de serjeanty, deținut anterior de Roland Flatulentul pentru moșia Hemingstone din Suffolk, îl obliga să efectueze anual, de ziua Domnului nostru, în fața regelui, „un salt, un fluierat și o flatulență”, conform cerințelor specifice ale vasalității.”—Henry Maxwell-Lyte, Liber feodorum, H.M. Stationery Office, 1920–1931, de la Deputy Keeper of the Records
Roland a primit și 44 de hectare de teren în Suffolk. În acea perioadă, o unitate de cavaler (knight’s fee) reprezenta aproximativ 5 haturi sau carucate (unități care variau în suprafață), fiecare hat având între 40 și 44 de hectare, astfel că moșia lui Roland era evaluată la aproximativ un hat. În context, un fermier cu casă deținea de obicei 12 hectare, iar cei cu colibe aveau circa 2 hectare. Astfel, recompensa lui Roland poate fi considerată una „impresionantă” și „generoasă”.